# Sleaze Freak
Sleaze Freak – drugi album studyjny amerykańskiego zespołu Scum of the Earth, grający muzykę heavymetalową. Został wydany 23 października 2007 roku. W pierwszym tygodniu album sprzedał się w ilości 800 sztuk, nie dostając się na listę Billboard 200.

## Lista utworów
1. "Bombshell from Hell" - 3:16
2. "Hate X 13" - 3:31
3. "Sleaze Freak" - 3:02
4. "Devilscum" - 3:02
5. "Death Stomp" - 1:19
6. "I Am Monster" - 3:38
7. "Love Pig" - 3:14
8. "Macabro Expectaculo" - 3:38
9. "Corpse Grinders" - 2:12
10. "The Devil Made Me Do It 2" - 2:35
11. "Scum-O-Rama" - 1:08
12. "13 Freaks" - 3:15

Utwory 13-22 są ciche
1. "Just Like Me" - 5.01